# 加布里毛鼻鯰
加布里毛鼻鯰（学名：Trichomycterus gabrieli），為輻鰭魚綱鯰形目毛鼻鯰科的其中一種。分布於南美洲巴西尼格羅河上游流域，體長可達5公分。

## 扩展阅读
維基物種上的相關：加布里毛鼻鯰